# Мустафа Едіге Киримал
Мустафа Едіґє Киримал (Шинкевич) (крим. Mustafa Edige Qırımal (Szynkiewicz); 1911—1980) — кримськотатарський громадський діяч, у роки Другої світової війни представляв інтереси кримських татар перед владою нацистської Німеччини й брав участь в роботі підконтрольного німецькій окупаційній владі мусульманського комітету. Голова Кримськотатарського національного центру. Входив до складу Сімферопольського мусульманського комітету.

## Біографія
Народився в Бахчисараї. За походженням — литовський татарин, племінник муфтія мусульман  Польши та Литви   Якуба Шинкевича. Перед Першою світовою його сім'я переїхала до Криму. Навчався в Сімферопольському педагогічному інституті. Пізніше переїхав в Азербайджан, потім в Іран, після арешту, суду і страти Велі Ібраїмова. Із 1932 року жив у Стамбулі, через два роки переїхав до Вільнюса. У 1934 році вступив до Вільнюського університету, а в 1939 закінчив його.
Після початку Другої світової війни повернувся до Туреччини. У грудні 1941 року разом з Мюстеджибом Улькюсалом прибув до Берліну, де вони намагалися домовитися про підтримку ідеї відновлення у Криму незалежної держави, а також отримати дозвіл на діяльність кримських націоналістів на окупованому півострові. Крім того, Е.Киримал та М.Ульксюсал намагалися отримати сприяння німецького уряду щодо забезпечення культурних, освітніх та релігійних прав корінного народу. У листопаді-грудні 1942 році в окупованому Криму, увійшов до складу Сімферопольського мусульманського комітету. У січні 1943 році став головою Кримськотатарського національного центру. Із листопада 1943 року — в Кримськотатарському бюро при Міністерстві окупованих східних областей. 17 березня 1945 року Киримал і його центр визнані урядом Німеччини єдиними офіційними представниками кримських татар. За дорученням Джафера Сейдамета Киримера займався допомогою військовополоненим та Остарбайтерам з числа кримських татар і представникам інших тюрко-мусульманських народів. Зробив значний внесок у невизнання нацистами кримських та литовських караїмів як євреїв, що врятувало цей етнос від Голокосту.
Після Другої світової війни займався допомогою кримським татарам, що утримувалися у таборах переміщених осіб на території Німеччини, Австрії, Італії та Швейцарії, яких мали примусово видати до СРСР за рішенням Ялтинської конференції. Протягом 1947—1951 рр. допоміг біля 10 тисячам осіб виїхати до різних країн, переважна більшість з яких емігрувала до Туреччини.
У 1952 році отримав докторський ступінь в Університеті Вільгельма в Мюнстері.
Після війни жив у Західній Німеччині. У 1954—1972 роках працював в Інституті з вивчення історії та культури СРСР у Мюнхені. Автор книги (німецькою мовою) «Національна боротьба кримських тюрків» (1952).
Помер і похований у Німеччині в 1980 році.

## Перепоховання
У травні 2007 року перепохований Меджлісом кримськотатарського народу у Криму в Бахчисараї, на території, прилеглій до Зинджирли-медресе, як видатний державний діяч кримськотатарського народу, поруч з могилою Ісмаїла Гаспринського.

## Праці
- Edige Mustafa Kirimal.  = The Tragedy of Crimea. — Eastern Quarterly 4 (1), 1951. — P. 38-46.
- Der nationale Kampf der Krimturken. Emsdetten/Westfalen, 1952.
- «Kirimda Sovyetlerin din Siyaseti» [The Soviet policy on religion in Crimea]. Dergi 1 (1955): 55-67.
- «1917 ihtilalinden sonra Kirim-Turk ailesiyle kadinin durumu» [The status of Crimean-Turk family and womanhood after the 1917 revolution]. Dergi 3 (1955): 13-30.
- «The Crimean Turks.» In: Genocide in the USSR: Studies in Group Destruction ed. N.K. Deker and A. Lebed. Munich: Institute for the Study of the USSR, 1958, pp. 20–29.
- «Kirim'da topyekun tehcir ve katliam» [Mass deportations and massacres in Crimea]. Dergi 5 (1956): 1-22. Also in: Emel 15 (1963): 35-40; 16 (1963): 32-40; 18 (1963): 21-25.
- «Mass deportations and massacres in Crimea.» Cultura Turcica 1 (2) (1964): 253-65.
- Crimea and the historic past of Crimean Turks = Kirim ve Kirim Turklerinin tarihi gecmisi. — 1966. — P. 64-71.
- «Carlik Rusyasi hakimiyeti altinda Kirim» [Crimea under the Tsarist Russian rule]. Dergi 46 (1966): 51-61.
- «Kirim Turklerinin milli-kurtulus hareketi» [National liberation movement of Crimean Turks]. Dergi 47 (1967): 63-72.
- «Kirim Turklerinin 1917—1920 ihtilal yillarinda milli kurtulus hareketi» [Crimean Tatar national liberation movement during the revolutionary years of 1917—1920]. Dergi 48 (1967): 55-69.
- «Sovyet Rusya hakimiyeti altinda Kirim» [Crimea under the Soviet Russian rule]. Dergi 49 (1967): 59-66.
- «The Crimean Tatars.» Studies on the Soviet Union, n.s. 1 (10) (1970): 70-97.
- «Kirim Turkleri» [Crimean Turks/Tatars]. Dergi 59 (1970): 3-22.
- «Ismail Bey Gaspirali.» Dergi 62 (1970): 60-64.